# Aidarken
Aidarken (kirgisisch Айдаркен, bis 2006 Chaidarken (Хайдаркен)) ist eine Stadt im kirgisischen Oblus Batken. Laut Volkszählung 2009 hatte Aidarken 10.331 Einwohner.

## Geschichte
Bis 2006 hieß Aidarken Chaidarken und wird auf Russisch heute noch so genannt. Aidarken wurde im Jahr 2012 zu einer Stadt erhoben. Zuvor war Aidarken eine Siedlung städtischen Typs.

## Lage
Aidarken liegt in einem Tal, das sich im Westen nach Batken öffnet. Dieses Tal wird im Süden von der Alaikette begrenzt. Im Westen des Ortes fließt ein Fluss vorbei. Aidarken liegt außerdem auf halber Strecke zwischen Kadamdschai und Batken an der Fernstraße von Batken nach Osch. 15 Kilometer westlich des Ortes liegt die usbekische Enklave So'x (gesprochen Soch), durch die auch die Fernstraße führt. Im Zentrum liegt ein kleiner Park. Kirgisistan ist der zweitgrößte Quecksilberproduzent der Welt. In der Nähe von Aidarken wird seit 1942 Quecksilber abgebaut.

## Söhne und Töchter der Stadt
- Ernesto Kasbekowitsch Inarkiew (* 1985), kirgisischer Schachspieler